# Меростомоидеи
Меростомоидеи (лат. Merostomoidea) — группа вымерших членистоногих, которой традиционно присваивают ранг класса.
Меростомоидеи — водные животные; обитали с кембрия по триас. Известны в отложениях кембрия — ордовика Северной Америки и девона Западной Европы, а также от среднего триасового периода в Австралии. Меростомоидеи имели определённое сходство с трилобитами, но отличались от них строением конечностей и обычно стержневидным хвостовым шипом (тельсоном).

## Классификация
Merostomoidea рассматривают как парафилетическую группу членистоногих, занимающих промежуточное положение между трилобитами и хелицеровыми с отрядами:
- Отряд Cheloniellida Broili, 1932
  - Род Cheloniellon
- Отряд Emeraldellida Størmer, 1944
  - Род Thelxiope
- Отряд Limulavida Walcott, 1912
- Род incertae sedis
  - Род Nathorsthia

Роды Emeraldella Walcott, 1912, Sidneyia Walcott, 1911 перемещены в 2008 году Briggs и др. из отрядов Emeraldellida и Limulavida соответственно в группу Arachnomorpha.